# Військова географія
Військова географія  — наука, що ретельно аналізує взаємодію географічних чинників та аспектів військової стратегії, включаючи вивчення топографії, клімату та іншого для можливість застосування іх у військовій справі, оптимізації воєнних дій та прийняття стратегічних рішень. Військова географія складається з двох частин: військового країнознавства і вивчення театрів воєнних дій (ТВД). Військове країнознавство і ТВД взаємно пов'язані і використовують конкретний матеріал з географії фізичної, економічної, політичної та з інших громадських, і природничих наук.

## Історія
Виникла одночасно з появою перших соціальних спільнот, які потребували оборони від потенційного супротивника і нападу на нього. Бойові дії завжди проходять в реальному часі і в реальному просторі, отже, вивчення природного або географічного середовища є життєво необхідним для будь-якої соціально організованої структури, яка має військову організацію (збройні сили) .
Військова географія як самостійна наукова дисципліна виокремилась у 30-х рр. 19 століття. У російській військовій теоретичної школі основи військової географії мабуть заклав Мілютін, Дмитро Олексійович (1816-1912) — російський військовий і державний діяч; граф (30 серпня 1878), генерал-ад'ютант, генерал-фельдмаршал (16 серпня 1898); один з найближчих співробітників російського імператора Олександра II. Займав пост військового міністра Російської імперії (1861—1881). Почесний президент Академії Генерального штабу та Військово-юридичної академії, почесний член Академії наук і академій артилерійської, інженерної та медико-хірургічної, університетів Московського і Харківського, Товариства піклування про хворих та поранених воїнів, Імператорського Російського географічного товариства. Петербурзький університет у 1866 році присвоїв йому вчене звання доктора російської історії.
В 1845 призначений професором Військової академії по кафедрі військової географії. Йому належить заслуга введення в академічний курс військової статистики. Ще будучи на Кавказі, склав і в 1843 надрукував «Повчання до заняття, обороні та атаці лісів, будов, сіл та інших місцевих предметів». Потім пішли «Критичне дослідження значення воєнної географії і статистики» (1846), «Перші досліди військової статистики» (т. I — «Вступ» і «Підстави політичної та військової системи німецького союзу», 1847; т. II — «Військова статистика Прусського королівства», 1848), «Опис військових дій 1839 р. в північному Дагестані» (Санкт-Петербург, 1850) і, нарешті, в 1852—1853 роках головний його наукова праця — класичне дослідження про Італійський похід Суворова. Свої погляди на географічні аспекти військової справи виклав у книзі «Військова географія Росії» викладач Академії Генштабу А. Є. Снєсарєв.

## Сучасність
Суть сучасної військової географії полягає у використанні географічних знань та інструментів новітніх геотехнологій у вирішенні військових проблем. Військова географія на сучасному етапі повинна вивчати мирний та військовий стани. 
Фахівців з військової географії готують у КНУ імені Шевченка, ЛНУ імені Івана Франка. Спеціальність "військова географія" об'єднує військову географію, геодезію, топографію, картографію, геоінформатику, військову гідрографію, метеорологію та геофізику. 